# Elaltitan
Elaltitan é um gênero de dinossauro do clado Titanosauria. É a única espécie descrita para o gênero é Elaltitan lilloi. Seus restos fósseis foram encontrados na formação Bajo Barreal em Chubut, Argentina, e datam do Cretáceo Superior (Cenomaniano ou Turoniano).